# Oreochromis andersonii
Oreochromis andersonii és una espècie de peix de la família dels cíclids i de l'ordre dels perciformes.

## Morfologia
Els mascles poden assolir els 61 cm de longitud total.

## Distribució geogràfica
Es troba a Àfrica: riu Okavango, Angola i riu Zambesi.